# Chevrolet Trailblazer (2019)
Chevrolet Trailblazer – samochód osobowy typu crossover klasy kompaktowej produkowany pod amerykańską marką Chevrolet od 2019 roku.

## Historia i opis pojazdu

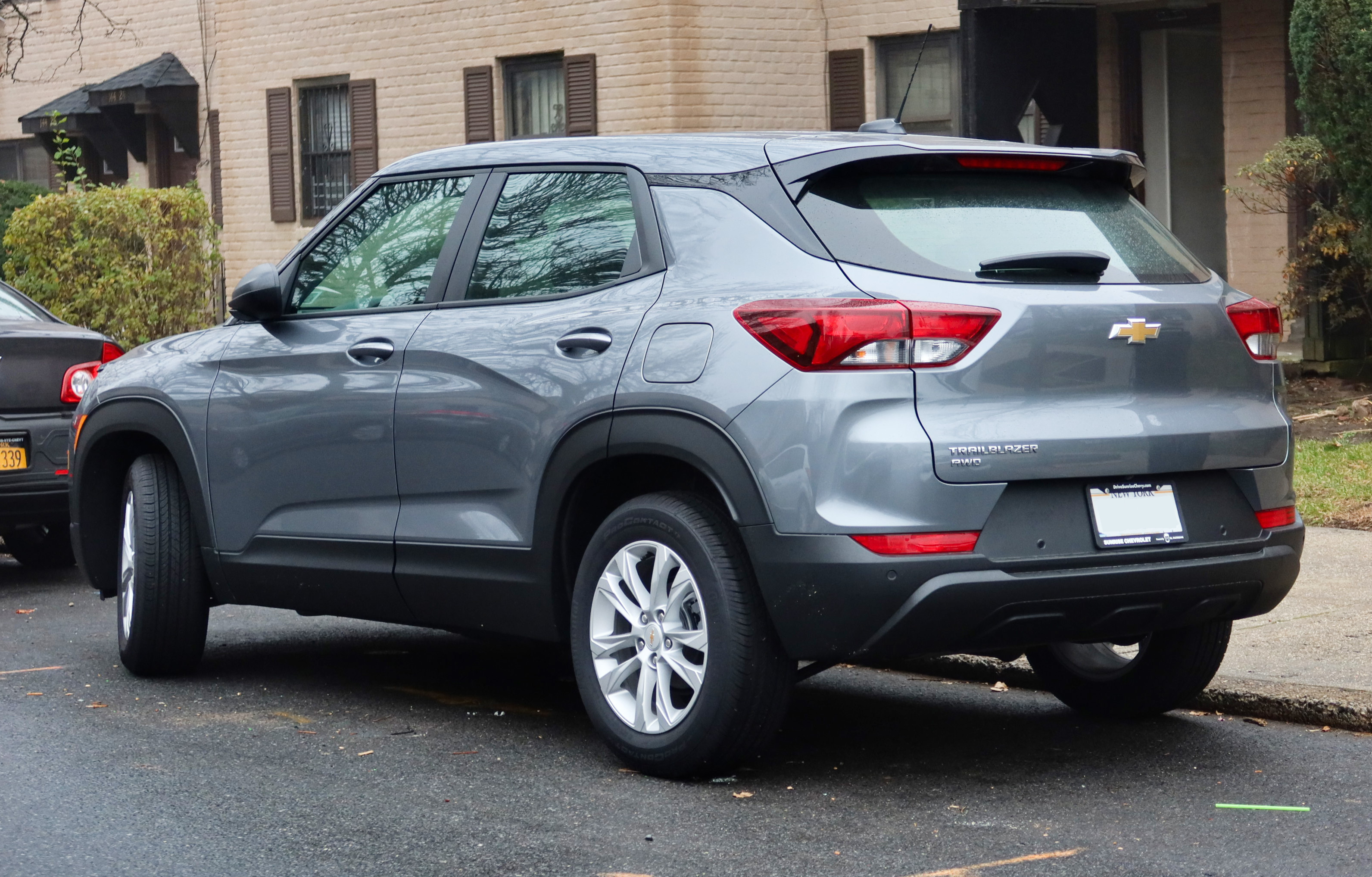
Chevrolet Trailblazer LS - tył

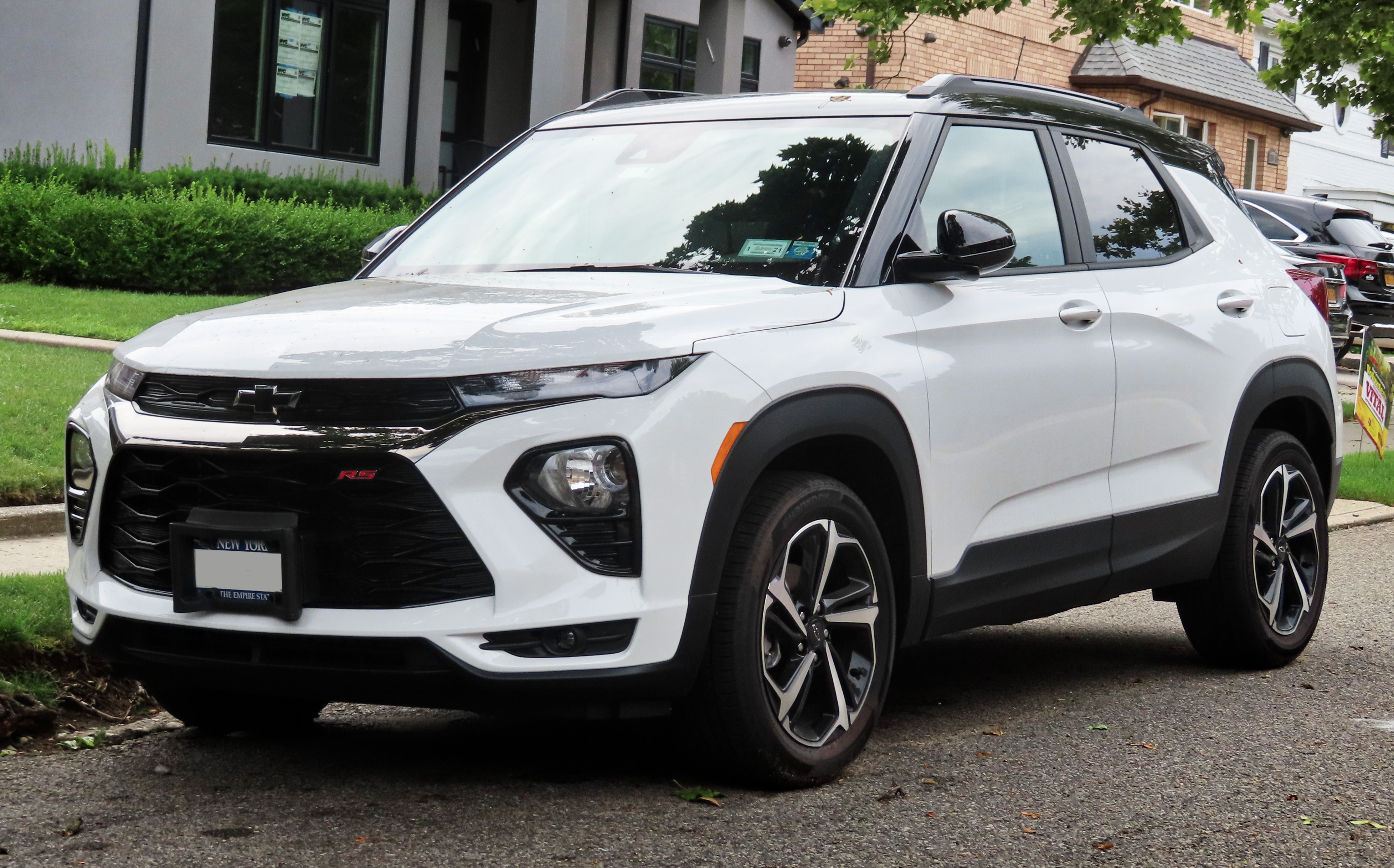
Chevrolet Trailblazer RS

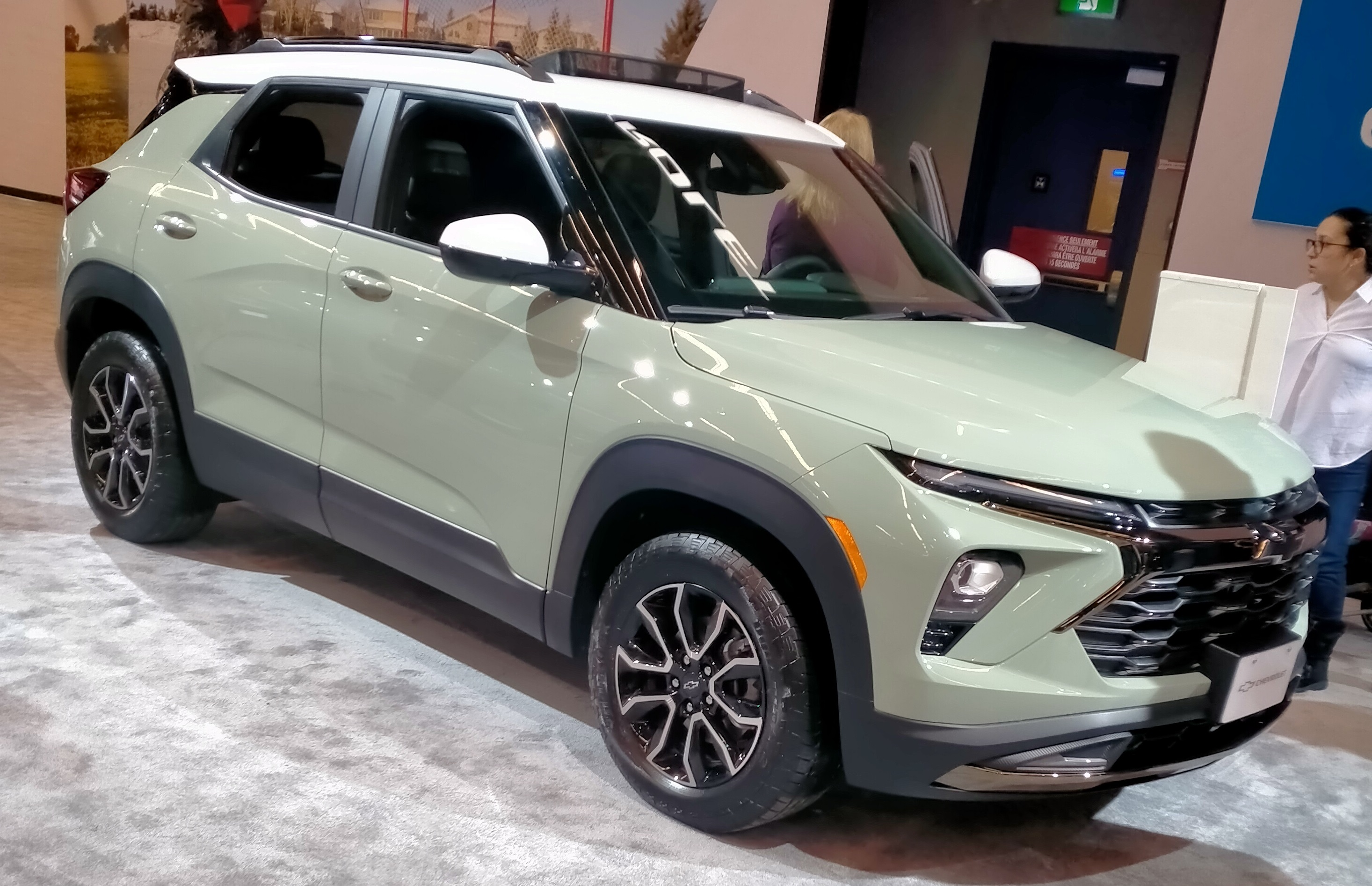
Chevrolet Trailblazer po liftingu

Chevrolet zdecydował się po raz trzeci, po modelach z 2001 oraz 2012 roku, zastosować nazwę Trailblazer dla kompaktowego crossovera. Samochód swoją światową premierę miał podczas Shanghai Auto Show w kwietniu 2016 roku, debiutując równolegle z mniejszym, subkompaktowym modelem Tracker. Na rynku chińskim oba modele zastąpiły dotychczasowego crossovera Trax.
Samochód utrzymano w nowym, awangardowym kierunku stylistycznym Chevroleta, nawiązując do większego modelu Blazer dużą atrapą chłodnicy z logo marki umieszczonym nad poprzeczką dzielącą wlot powietrza, a także podwójnymi reflektorami tworzonymi przez wąski pas diod LED tuż przy krawędzi maski. Opcjonalnie samochód dostępny jest z dwukolorowym malowaniem nadwozia, współgrając z wysoko poprowadzoną linią szyb i masywnie arysowanymi błotnikami.
Kabina pasażerska została zdominowana przez masywną, zabudowaną deskę rozdzielczą, w której zastosowano klasycznie rozmieszczone parametry. W konsoli centralnej u góry znalazły się nawiewy, z kolei tuż pod nimi umieszczono dotykowy, 7-calowy ekran systemu multimedialnego oferującego bezprzewodową łączność z interfejsami Apple CarPlay lub Android Auto. Drugi rząd foteli umożliwia składanie oparć w stosunku 40 do 60, z maksymalną przestrzenią na bagaż wynoszącą 1540 litrów.
Niezależnie od rynku zbytu, do napędu Trailblazera przewidziano wyłącznie trzycylindrowe, benzynowe silniki napędzajce przednią lub obie osie. Podstawowy, 1,2 litrowy, rozwinął moc 137 KM w połączeniu z bezstopniowym CVT, z kolei topowy, 1,3 litrowy, osiągnął moc 155 KM we współpracy z klasyczną, hydrauliczną automatyczną skrzynią biegów o 8 przełożeniach.

### Lifting
W lutym 2023 Chevrolet Trailblazer przeszedł obszerną restylizację, która objęła zarówno nadwozie, jak i kabinę pasażerską oraz wzory alufelg i lakiery. Z przodu samochód zyskał większy wlot powietrza, zmniejszone dolne klosze reflektorów, a także węższe i smuklejsze górne pasy z oświetleniem LED. Przemodelowano przedni i tylny zderzak, a także zastosowano nowe wkłady lamp z przemodelowanym układem oświetlenia. Ponadto, producent zastosował też zupełnie nowy projekt deski rozdzielczej o bardziej minimalistyczno-cyfrowym wzornictwie. Pojawił się tu zespolony panel cyfrowych wskaźników o przekątej 8 cali oraz większym, 11-calowym dotykowym ekranem zapewniającym łączność z nową generacją systemu multimedialnego.

### Sprzedaż
W pierwszej kolejności Chevrolet Trailblazer trafił do sprzedaży na rynku chińskim w drugiej połowie 2019 roku, z kolei w listopadzie podczas LA Auto Show miała miejsce premiera wariantu przeznaczonego dla Ameryki Północnej.
Tam samochód trafił do sprzedaży na początku 2020. W tym samym czasie Trailblazer poszerzył także ofertę na ostatnim z głównych rynków - w Korei Południowej, skąd rozpoczęto eksport do sąsiednich krajów Azji Wschodniej.

### Silniki
- R3 1.2l LIH
- R3 1.3l L3T